# Chamaeleo zeylanicus
O camaleão-indiano (Chamaeleo zeylanicus) é uma espécie de camaleão do gênero Chamaeleo encontrada no Subcontinente Indiano. Ele vive nas árvores e possui patas com dedos opostos para se agarrar bem aos galhos, e também uma cauda preênsil. Se movimenta com lentidão para não ser notado nem por seus predadores, nem pelas presas. Alimenta-se de insetos que ele captura usando sua longa língua pegasoja. Apesar de lento, o camaleão-indiano atira sua língua a uma velocidade assombrosa e quase sempre acerta o alvo. Possui aproximadamente 35 centímetros de comprimento com a cauda. Como todos os camaleões, ele possui a habilidade de mudar de cor e de movimentar cada olho independentemente do outro.

## Referências

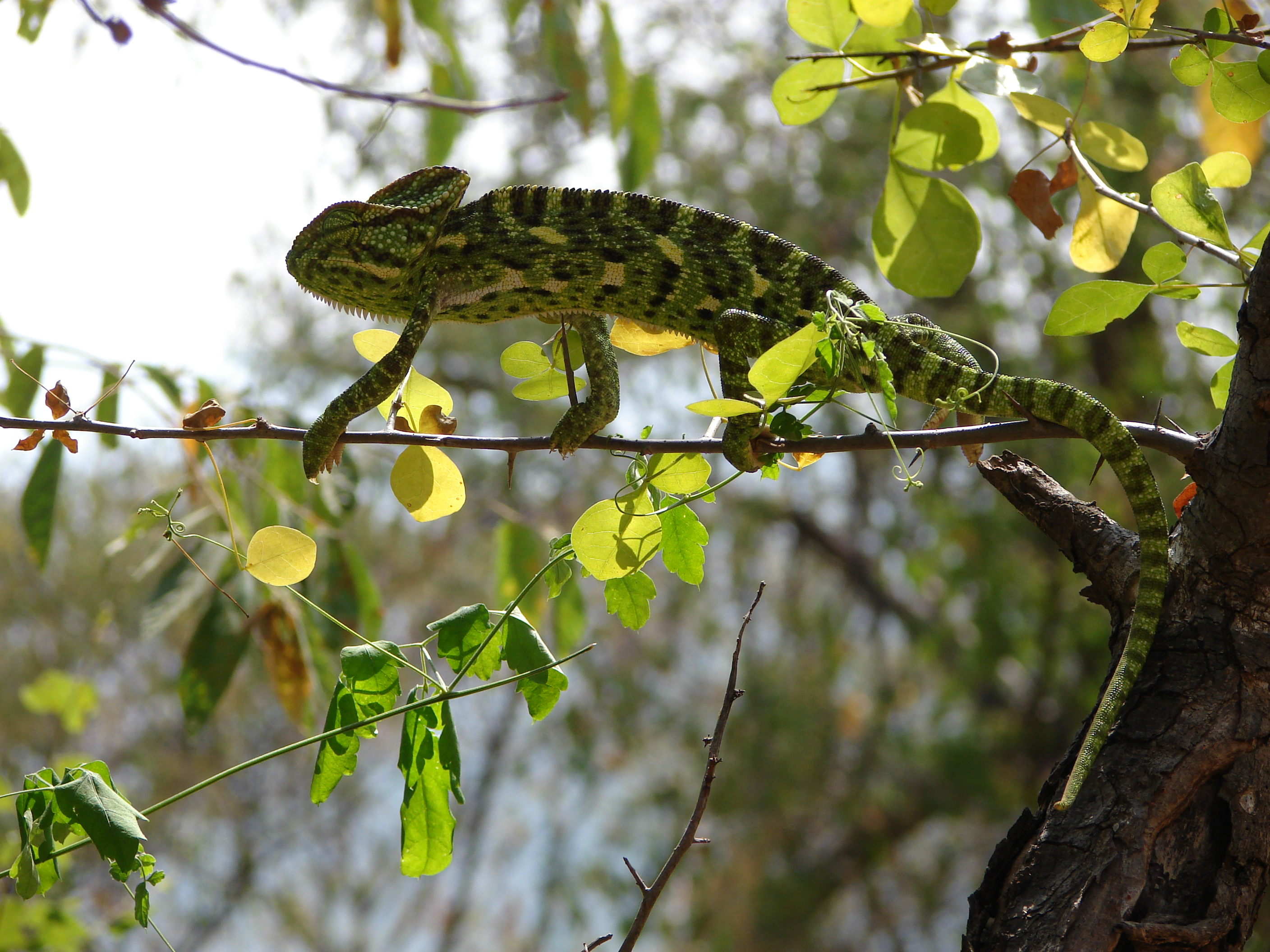